# Socijalistička Republika Hrvatska
Socijalistička Republika Hrvatska (SR Hrvatska, SRH) je bila federalna jedinica SFR Jugoslavije. Nakon ukidanja jednopartijskog sustava i efektivnog pada komunističke vlasti, SRH je 1990. godine promijenila ime u "Republika Hrvatska"; donošenjem Odluke o raskidu državnopravnih sveza s ostalim republikama i pokrajinama SFRJ od 8. listopada 1991. postala je Republika Hrvatska neovisnom državom – u istim granicama, s istim tijelima vlasti, s istim zakonima i kao univerzalni pravni sljednik SRH.
SR Hrvatska je bila druga po veličini i mnogoljudnosti (poslije SR Srbije), a druga i po razvijenosti (poslije SR Slovenije) republika SFRJ. Glavni grad je bio Zagreb sa 629.896 stanovnika (1971.)
SR Hrvatska je preimenovana iz "Narodna Republika Hrvatska" (u nestabilnom vremenu pri kraju II. svjetskog rata i ranom poraću koristilo se ime "Federalna Država Hrvatska", da bi se od 29. studenog 1945. počelo koristiti naziv "Narodna Republika") u "Socijalističku Republiku" Ustavom SFRJ iz 1963. godine i Ustavom SRH iz 1963.; u vrijeme kad je promijenjen i naslov preostalih 5 jugoslavenskih republika.
Na samim početcima SRH na kraju II. svjetskog rata, priključeni su Hrvatskoj oni njeni krajevi koji su se nakon I. svjetskog rata bili našli u sastavu Kraljevine Italije: Istra, Rijeka, Zadar, Lastovo, Cres, Lošinj i brojni drugi manji otoci. Na drugoj strani, završila je Boka kotorska definitivno u sastavu Crne Gore, a pretežni dio Srijema u sastavu Srbije. Baranja se, pak, našla po prvi put u sastavu Hrvatske.
U narednim desetljećima će SFRJ, kao država u čijem je ustavnopravnom okviru SR Hrvatska egzistirala, pristupiti brojnim međunarodnim konvencijama o ljudskim pravima. Međutim se sve zakone, pa i one kojima se implementiralo te međunarodne konvencije primjenjivalo s jakom ideološkom notom, te su pred zakonom bili ravnopravni samo oni građani koji izražavaju od režima prihvaćeno političko mišljenje. Svi drugi su bili i de facto i de iure neravnopravni. Umjesto javno deklarirane jednakosti, u praktičnom životu je vladala diskriminacija i nejednakost.
Tijekom desetljeća komunističke vladavine, u Hrvatskoj je provedena znatna modernizacija, te je zemlja iz pretežno poljoprivredne i ruralne postala više industrijaliziranom i pretežno urbanom. Međutim je komunistička ideologija sprječavala ustrojavanje gospodarstva na posve suvremeni način: privatna inicijativa bila je vrlo sputavana (nije se dopuštalo pojedincima da se prekomjerno bogate, čime je gospodarski učinak stanovništva znatno umanjivan), a poduzeća u "društvenom sektoru" su uglavnom bila onoliko uspješna koliko bi im se politički dogovorilo unosnih poslova na području Jugoslavije i drugih komunističkih zemalja.
Prije razdruženja od Jugoslavije, a sukladno promjenama društveno-političkoga sustava, iz naziva SRH je 25. srpnja 1990. uklonjen pridjev "socijalistička": naziv države koja je još uvijek bila dijelom SFRJ bio je sada "Republika Hrvatska". Istodobno su bila promijenjena i državna obilježja: uklonjena je zvijezda petokraka sa zastave, proglašen je grb Republike Hrvatske sastavljen od crveno-bijelog šahiranog polja s 5 redaka i 5 stupaca (s prvim poljem u prvom redu crvene boje), ukinute su zajednice općina, ukinuto je nazivlje bivšeg društveno-političkog sustava, zajamčeno je pravo građanina na poljoprivredno zemljište.

## Naziv
Federalna Država Hrvatska – 8. i 9. svibnja 1944. bio je naziv kojega je Narodnooslobodilački pokret pod vodstvom komunista dao u Topuskom na trećem zasjedanju ZAVNOH-a Hrvatskoj kao federalnoj jedinici Nove Jugoslavije u nastajanju: ZAVNOH je u to vrijeme držao vlast samo na manjem dijelu teritorija Hrvatske, a AVNOJ koji je kao jugoslavenska federalna vlast u nastajanju držao zasjedanja po gradićima u obližnoj BIH nije bio međunarodno priznata vlast – makar su saveznici od 1943. godine priznavali njene vojne formacije – Narodnooslobodilačku vojsku Jugoslavije – kao jednu od savezničkih vojski. Međutim su u kasnijim godinama djelovanja međunarodno priznatih komunističkih vlasti u Jugoslaviji svi akti ZAVNOH-a i AVNOJ-a u cijelosti priznati kao pravno valjani, posve odbacujući valjanosti odluka i ugovora koje su u isto vrijeme donosile ili sklapale bilo izbjeglička vlada Kraljevine Jugoslavije u Londonu, bilo vlade NDH, Nedićeve Srbije i Kraljevine Crne Gore.
Među aktima ZAVNOH-a važnošću se ističe Odluka o priključenju Istre, Rijeke, Zadra i ostalih okupiranih krajeva Hrvatskoj od 20. rujna 1943. godine, kojom ZAVNOH prihvaća Pazinske odluke Okružnog NOO-a za Istru, kojima je to tijelo oružane pobune hrvatskog naroda u Istri protiv talijanskog fašizma izrazilo narodnu volju za sjedinjenje s Hrvatskom.
Narodna Republika Hrvatska – novo ime proglasilo je Predsjedništvo Narodnog sabora Hrvatske Zakonom o imenu Narodne Republike Hrvatske 26. veljače 1946.
Socijalistička Republika Hrvatska – novo ime proglašeno Ustavom SFRJ od 7. travnja 1963. i Ustavom SRH od 9. travnja 1963.
25. srpnja 1990. su u Saboru prihvaćeni amandmani na ustav Socijalističke Republike Hrvatske, kojima je  – između ostalog – iz njenoga imena izbačena riječ "Socijalistička": od tada se država zove Republika Hrvatska; uskoro je ona postala neovisnom od SFRJ.

## Ustavno određenje
Prvi Ustav Narodne Republike Hrvatske donio je Ustavotvorni sabor NRH 18. siječnja 1947., dok je 5. veljače 1953. Sabor NRH usvojio Ustavni zakon o društveno-političkom uređenju NRH i republičkim organima vlasti koji je zapravo bio novi ustav prilagođen idejama radničkog samoupravljanja. Novi Ustav kojim je, između ostaloga, naziv Narodna Republika Hrvatska promijenjen u Socijalistička Republika Hrvatska, Sabor je donio 9. travnja 1963., a 1972. uslijedili su i opsežni ustavni amandmani. Zadnji "socijalistički" Ustav Sabor SRH usvojio je 22. veljače 1974., a izmijenjen je brojnim amandmanima među kojima su najvažniji amandmani LIV. – LXIII. (14. veljače 1990.) kojima je ustanovljen višestranački sustav i omogućeno raspisivanje prvih slobodnih poslijeratnih izbora,
te amandmani LXIV. – LXXV. (25. srpnja 1990.), doneseni nakon izbora, a kojima je Socijalistička Republika Hrvatska postala Republika Hrvatska, vraćen je hrvatski povijesni grb kao službeni grb, zastava je ostala hrvatska trobojnica, ali bez zvijezde petokrakake i s povijesnim grbom u bijelom polju itd. Ovi amandmani bili su zapravo uvod u donošenje novog Ustava Republike Hrvatske 22. prosinca 1990.
Prema definiciji iz Ustava iz 1974. godine:  

Socijalistička Republika Hrvatska je država utemeljena na suverenosti naroda i na vlasti i samoupravljanju radničke klase i svih radnih ljudi te socijalistička samoupravna demokratska zajednica radnih ljudi i građana i ravnopravnih naroda i narodnosti.
Socijalistička Republika Hrvatska je nacionalna država hrvatskog naroda, država srpskog naroda u Hrvatskoj i država drugih naroda i narodnosti koje u njoj žive.
Socijalistička Republika Hrvatska je u sastavu Socijalističke Federativne Republike Jugoslavije.
Radni ljudi i građani Hrvatske ostvaruju svoja suverena prava u Socijalističkoj Republici Hrvatskoj, a u Socijalističkoj Federativnoj Republici Jugoslaviji kad je to u zajedničkom interesu dogovorom svih republika i autonomnih pokrajina utvrđeno Ustavom Socijalističke Federativne Republike Jugoslavije.
Ustavom SR Hrvatske je utvrđeno, da je cilj odgoja i obrazovanja "stjecanje marksističkog pogleda na svijet"....
Usprkos gore citiranoj odredbi čl. 1. Ustava SRH, u praksi svakodnevnog života bi osoba koja bi u doba komunističke vladavine Hrvatsku nazvala "država" mogla imati ozbiljnih problema: to bi se smatralo za nedopustivi izljev nacionalizma. Također bi teške probleme – čak i odlazak u zatvor – riskirao građanin koji bi ondašnji socijalistički sustav nazvao "totalitarnim" – što je on definitivno bio, po svakom razumnom kriteriju.

## Nastanak: komunistička revolucija
Socijalistička Republika Hrvatska nastala je u sklopu nastanka Titove Jugoslavije, države koja je nastala u tzv. Narodnooslobodilačkoj borbi protiv njemačkog, talijanskog i drugih okupatora na području bivše Kraljevine Jugoslavije, a u Hrvatskoj i protiv Nezavisne Države Hrvatske koja je nastala 1941. godine voljom fašističke Italije i nacističke Njemačke. Već 1943. godine je pod vodstvom Komunističke partije Hrvatske uspostavljeno Zemaljsko antifašističko vijeće narodnog oslobođenja Hrvatske, kao civilna vlast koja je upravljala dijelom ruralnog područja Hrvatske koje je bilo pod kontrolom NOVJ. U listopadu 1944. godine su partizani zauzeli Split, te je ondje uspostavljena vlast provizorne Federalne Države Hrvatske.
Snage pod vodstvom komunista su uspostavu vlasti nad čitavom Hrvatskom (i Jugoslavijom) provodili s vizijom komunističke revolucije i s njom povezane tzv. "klasne borbe" – prema doktrini komunističke ideologije; diljem Hrvatske se bilježe djela komunističkog terora, kojega prikazivalo kao "pravedna odmazdu" nad zločincima.  Kasnijih desetljeća će važni dio komunističke propagande u SR Hrvatskoj biti obnavljanje sjećanja na zločine ustaškog režima NDH, pri čemu se nerijetko – osobito u slučaju Sabirnog logora Jasenovac – prikazivalo s nekritički uvećanim brojevima žrtava. O žrtvama iz reda vojnika, vojnih zarobljenika i civila povezanih s NDH – čiji je broj bio posve usporediv broju žrtava "na antifašističkoj strani" – nije se uopće smjelo govoriti, čak niti prikupljati podatke o njima i o tim žrtvama bilo što istraživati ili pisati. Sustavno se prikrivalo grobišta (masovne grobnice, uglavnom) na kojima su bile pokopane te žrtve, a na javnim grobljima zatečeni grobovi "neprijatelja" poginulih tijekom II. svjetskog rata odlučno su uništeni odmah nakon rata.
Etnički Hrvati koji su pripadali ustaško-domobranskim postrojbama NDH ili su ih simpatizirali, uključujući i njihove obitelji a koje su partizani tijekom II. svjetskog rata protjerivali iz područja Hrvatske pretežno nastanjenih Srbima, nisu se ni nakon rata smjeli vratiti na svoja ognjišta – primjerice u nekadašnjim selima Zrin, Španovica i Boričevac kojima se danas znade tek mjesto gdje su ta oveća sela postojala – nego im je imovina bila konfiscirana. Slično je bilo s Udbinom u Lici, koja je nastavila postojati, ali je umjesto posve hrvatskog, postalo mjesto nastanjeno isključivo Srbima. Folksdojčeri su prošli još gore, te je pretežni dio te etničke zajednice bio posve protjeran iz države, ako tijekom grubog postupanja tzv. "narodne vlasti" nisu pobijeni ili pomrli zbog teških uvjeta internacije i prijevoza: od oko 100.000 iz doba na početku II. svjetskog rata, kraj 1940-ih godina je u Hrvatskoj doživjelo samo njih oko 10.000. U područjima preuzetima od Italije, dopušteno je 1947. godine stanovništvu da optira za talijansko državljanstvo i emigrira u Italiju; tu je mogućnost iskoristio pretežni dio pripadnika talijanske nacionalne manjine, ali i vrlo velik broj etničkih Hrvata, nezadovoljnih oskudicom i općenito nepovoljnim uvjetima života u socijalističkoj zemlji.

## Sjedinjenje Istre, Rijeke, Zadra i otoka Lastova, Cresa i Lošinja
Nakon što su se predstavnici narodnog ustanka Istre protiv fašističke Italije izjasnili Pazinskim odlukama iz 1943. godine za sjedinjenje s Hrvatskom ("u Jugoslaviji", dodano je u drugoj od tih odluka nakon konzultacija s predstavnicima ZAVNOH-a), vojne snage komunističke Jugoslavije u okrilju pobjedničke savezničke koalicije zauzele su područje Istre, Rijeke, Zadra te otoka Cresa, Lošinja i Lastova (te niza manjih otoka i otočića) koji su nakon I. svjetskog rata bili pripali Italiji. Ugovorom o miru s Italijom iz 1947. godine (kojega su potpisale sve sile – pobjednice koje su ratovale protiv Italije) pripali su NR Hrvatskoj Zadar, Rijeka, otoci i veći dio hrvatske Istre. 
U znatnoj je mjeri pripojenje ovih područja bilo plod odlučne orijentacije slovenskih, a potom i hrvatskih komunista da 1941. godine uspostave svoju organizaciju na područjima koji su nakon I. svjetskog rata bili dijelom Italije, i stoga "u nadležnosti" Komunističke partije Italije, koje je ondje uspjela donekle održati svoju organizaciju i osobito simpatizere čak i pod fašističkom vladavinom. Nakon protutalijanskog ustanka u Istri 1943. godine, talijanski komunisti će surađivati s jugoslavenskima, ali će ipak pokušati u postrojbama ustanika osnivati ćelije Talijanske komunističke partije; potom će hrvatski i slovenski komunisti ipak posve ovladati "terenom", gdje su komunisti i nakon ustanka ocjenjivali da je narod ideološki "neizrađen", tj. da ga komunizam uopće ne interesira, ali je zainteresiran za oslobođenje od talijanske vladavine i više vjeruje "Rusima", nego "Englezima" kojima se zamjerilo što nisu u mjesec dana nakon ustanka priskočili u pomoć i time ostavili prostor za krvavu Rommelovu ofenzivu. Kod pregovora o sudbini tih krajeva, Titovoj Jugoslaviji je uz jasnu potporu većine lokalnog stanovništva – čak i katoličkog klera – za pripojenje Sloveniji i Hrvatskoj pomagala podrška SSSR-a kao tadašnjeg vanjskopolitičkog pokrovitelja Jugoslavije, a zacijelo i okolnost da su Britanci 1941. godine pučističkoj vladi generala Dušana Simovića obećali da će u slučaju ulaska Jugoslavije u II. svjetski rat podržati jugoslavenske zahtjeve za pripojenjem Istre i otoka.
Ugovorom o miru s Italijom iz 1947. godine uspostavljena je državica Slobodni Teritorij Trsta, kojoj su pripali i današnji primorski dio Slovenije, te područje Hrvatske između rijeka Dragonje i Mirne – ali pod jugoslavenskom vojnom upravom, koja je njima faktično upravljala kao da su dio Jugoslavije. Uz sudjelovanje SAD, Velike Britanije, Italije i Jugoslavije sklopljen je u Londonu 1954. godine Londonski sporazum, kojim je Slobodni teritorij Trsta prestajao postojati. Zona A (područje oko Trsta, do rijeke Soče na zapadu) je priključena Italiji, a zona B Jugoslaviji: tako je Sloveniji pripao cjelokupni njen današnji izlaz na more, a Hrvatskoj područje od istarskog Novigrada do Savudrije. Konačna granica između Italije i Jugoslavije je dogovorena 10. studenog 1975. godine, Osimskim sporazumom.

## Povijest

### Pozadina
Komunistička je djelatnost bila usmjerena na očuvanje Jugoslavije. Zato je i osnovno političko stajalište KPJ (u čijem je sastavu, kao posebna organizacija, od 1937. djelovao KPH) bilo okupljanje svih političkih skupina i ljudi spremnih za pružanje otpora okupacijskim silama i svima onima koji s njima surađuju. Na hrvatskim prostorima to je ponajprije značilo pridobiti hrvatsko stanovništvo koje je do tada slijedilo HSS i zaustaviti jačanje četničkoga pokreta među srpskim stanovništvom te ih ujediniti u široki antifašistički pokret i borbu. Polovicom 1944., kada je započela završna etapa ratovanja, u Hrvatskoj je bilo oko 110 000 boraca svrstanih u 5 korpusa NOV-a. Vojne akcije vodio je Glavni štab Hrvatske, odnosno Vrhovni štab NOV i POJ pod zapovjedništvom Josipa Broza. KPJ/KPH nastojao je nametnuti i očuvati vodeći položaj te određivati političke i vojne ciljeve antifašističke borbe, a istisnuti sve druge političke čimbenike. Osnovno je pritom za KPJ/KPH bilo zadržavanje kontinuiteta međunarodnoga postojanja jugoslavenske države, ali uz mijenjanje bitnih sadržajnih elemenata unutarnjeg ustroja. Prihvaćao se međunarodni kontinuitet jugoslavenske države, a istodobno se afirmirao unutarnji diskontinuitet, poglavito s obzirom na socijalna i klasna određenja i njihovo oblikovanje sukladno komunističkim koncepcijama. Zbog toga je i sam rat bio višeslojan: oslobodilački, građanski i revolucionarni.
Narodnooslobodilački odbori, najprije kao privremeni, a zatim i stalni organi vlasti na prostorima koje su nadzirali partizani, bili su izraz novih okolnosti. Politička tijela i organi vlasti ubrzo su stvarani i na višim razinama. AVNOJ je bio ustrojen već u studenome 1942. Od tada je djelovao i Inicijativni odbor za stvaranje ZAVNOH-a, koji je u ljeto 1943. bio konstituiran kao političko predstavničko tijelo narodnooslobodilačkog pokreta i borbe naroda Hrvatske pod predsjedništvom Vladimira Nazora.
Odluke Drugoga zasjedanja AVNOJ-a iz 1943. uvele su federalistički oblik državnog ustroja koji je u teritorijalnome, a napose u sadržajnome smislu, bio u diskontinuitetu s promjenama započetima u Kraljevini Jugoslaviji stvaranjem Banovine Hrvatske. Ivan Šubašić, kao čelnik kraljevske vlade u inozemstvu, sklopio je u lipnju 1944. sporazum s Josipom Brozom, čelnikom NKOJ-a, kojim je priznao započeti avnojski preustroj jugoslavenske države. Hrvatsku partizansku državu, koja je u svibnju na Trećem zasjedanju ZAVNOH-a dobivala završne oblike, Andrija Hebrang, sekretar CK KPH, 1944. nazvao je »slobodna Federativna Država Hrvatska« (FDH). Prvu njezinu vladu sastavio je Vladimir Bakarić 14. travnja 1945. u Splitu.
Odlukom Drugoga zasjedanja AVNOJ-a o uspostavi federalne jedinice Bosne i Hercegovine u granicama iz doba Berlinskoga kongresa (1878.) uvelike su bile određene i nove hrvatske granice. Unutar njih nalazila su se i etnička hrvatska, zapravo istarsko-dalmatinska područja izgubljena Rapalskim ugovorom iz 1920., iako je međunarodno priznanje tih promjena nastupilo zaključenjem mirovnog ugovora s Italijom 1947., Londonskim memorandumom iz 1954. i Osimskim sporazumima iz 1975. Razgraničenje hrvatskih prostora unutar jugoslavenske države izazvalo je probleme, napose u području Baranje, Bačke i Srijema.

### Narodna Republika
Položaj Hrvatske u socijalističkoj Jugoslaviji obilježavali su deklarirani federalistički ustroj i prevlast jednopartijskoga sustava centralistički organizirane KPJ, odnosno SKJ. Na temelju konfiskacija, zatim nacionalizacije (1946. i 1948), djelomice i putem agrarne reforme, u razdoblju do 1948. podržavljena su uglavnom sva proizvodna sredstva, a stvoreni su i veći kompleksi državnog zemljišta. Bila je onemogućena bilo kakva privatna gospodarska djelatnost, osim sitnoobrtničke i maloposjedničke seljačke proizvodnje. Državno vlasništvo i plansko gospodarstvo tvorilo je osnovicu socijalističkoga društvenog sustava. Međutim, nakon sukoba Jugoslavije sa zemljama Istočnog bloka uvodio se drukčiji samoupravljački model društva, temeljen na društvenom vlasništvu nad sredstvima za proizvodnju. Tada je u Hrvatskoj ostvaren znatan gospodarski razvoj, napose otvaranjem većega broja velikih industrijskih objekata (»Prvomajska«, »Rade Končar«, Tvornica parnih kotlova, »Đuro Đaković« itd.) i prelaženjem seoskoga stanovništva u gradove. Ostvarena je bolja i kvalitetnija prometna povezanost (autocesta Zagreb–Beograd, unska željeznička pruga Zagreb–Split). Podignuta je obrazovna razina stanovništva uvođenjem obvezatnog osmogodišnjeg osnovnog školovanja 1950./51. te širenjem srednjoškolske i fakultetske izobrazbe. Nepismenoga stanovništva starijega od 10 god. bilo je 1953. u Hrvatskoj 16,3 %, a 1991. 3 %. Zdravstveni i mirovinski sustavi obuhvatili su gotovo sve stanovništvo, pa i seljaštvo. Stvorene su veće mogućnosti za financiranje i podupiranje kulturne i znanstvene djelatnosti. U vanjskopolitičkoj aktivnosti to je bilo razdoblje politike otvorenih granica i pripadanja izvanblokovskoj, nesvrstanoj politici. Za ta nastojanja jugoslavenska je vlast dobivala potporu Zapadnog bloka zemalja razvijene građanske demokracije, i to kako političku tako i novčanu. Gospodarske reforme 1960-ih izazvale su odlazak na tzv. privremeni rad u inozemstvo i stvaranje novih naraštaja iseljenika.
No s uspostavom komunističkog sustava 1945. u Hrvatskoj je započelo razdoblje represije i progona političkih neistomišljenika. Vojnička pobjeda 1945. iskorištena je za brutalan obračun (Bleiburg, Križni put) s poraženim vojnim protivnicima, ustašama i domobranima, zatim hrvatskim pripadnicima SS-a i Wehrmachta, a također i s četnicima, a djelomice i s civilnim bjeguncima i općenito pristašama građanskoga vladavinskog sustava. Sudskim osudama i onemogućivanjem u javnoj djelatnosti bili su podvrgnuti i istaknutiji djelatnici HSS-a koji su pokušavali obnoviti političku aktivnost (August Košutić, Božidar Magovac). Proces i osuda zagrebačkoga nadbiskupa Alojzija Stepinca u jesen 1946. pokazali su neprijateljsko stajalište komunističke vlasti prema tadašnjoj politici Katoličke crkve u Hrvatskoj. U razračunavanjima unutar samoga komunističkog pokreta stradali su neki istaknuti komunistički čelnici (Andrija Hebrang, informbiroovci, pristaše Milovana Đilasa). Nove su represije započele nakon poraza Hrvatskog proljeća 1970./71., kada su politički i sudsko-kazneni progoni zahvatili i širi krug stanovništva.
Uspostavom Narodne Republike Hrvatske i ustavima NRH iz 1947., odnosno SRH iz 1963. i 1974., njezinim državnim određenjem u ustavima FNRJ, odnosno SFRJ, postignuto je sjedinjavanje hrvatskoga državnog teritorija i ovlasti. Hrvatski sabor i vlada bili su izraz priznanja određene državnosti, iako su djelovali u skladu sa zacrtanom politikom i pod hegemonijom komunističke partije.

### Hrvatsko proljeće
U razdoblju Hrvatskoga proljeća neka proklamirana načela o republičkoj državnosti i nacionalnim pravima pokušala su se ostvariti u stvarnome značenju. Jedan dio hrvatskoga državno-partijskoga rukovodstva na čelu sa Savkom Dabčević-Kučar i Mikom Tripalom, te dio kulturnih i znanstvenih radnika oko Matice hrvatske i vodstvo studentske organizacije povezivali su koncepciju o ostvarivanju republičke državnosti s afirmiranjem tržišnoga načina poslovanja i demokratskih oblika u političkom životu. Novopokrenute i postojeće periodičke publikacije i tjednici (Kolo, Kritika, Hrvatski tjednik, Hrvatsko sveučilište, Hrvatski gospodarski glasnik, Omladinski tjednik, Tlo, Studentski list) te manje kruta uređivačka politika u izdanjima kuće Vjesnik i programima Radio-televizije Zagreb stvorili su izrazitu živost i raznolikost u kulturno-informativnom području. Slobodnije su se iskazivali vjerski osjećaji; osobito velik skup katoličkih vjernika održan je u Mariji Bistrici u kolovozu 1971. u povodu zaključenja VI. međunarodnog mariološko-marijanskoga kongresa. U tim je godinama započela i gradnja autoceste Zagreb–Karlovac (1970.) te pripreme, uključujući i raspis javnih zajmova, za proboj tunela kroz Učku i gradnju autoceste Zagreb–Split. Političkim stajalištima XXI. sjednice Predsjedništva SKJ, održane u Karađorđevu na početku prosinca 1971., te su promjene prekinute, a njihovi nositelji podvrgnuti političkim i sudskim progonima.
Ustavne promjene započete u razdoblju Hrvatskoga proljeća imale su dugoročnije posljedice. Ustavi SFRJ i SRH iz 1974. zacrtali su dva osnovna smjera u društvenim odnosima. Prihvaćene su odredbe koje su omogućivale afirmiranje položaja republika i nacija kao samostalnih čimbenika, tj. uvedeno je odlučivanje dogovaranjem republika i pokrajina o važnijim pitanjima zajedničkih odnosa u saveznoj državi, odnosno stvoren je oblik federalno-konfederalnih odnosa s izvornom vlašću u republikama. Istodobno je zasnovana koncepcija integralnoga socijalističkog samoupravljanja sa sustavom dogovorne ekonomije, slobodne razmjene rada i delegatskoga sustava, koji je zemlju odveo najprije u ekonomsku, a potom i u političku krizu.

### Raspad SFRJ
Smrt Josipa Broza Tita 4. svibnja 1980. i nespremnost njegovih nasljednika da provedu radikalne promjene i demokratizaciju cijelog sustava vlasti, a u uvjetima sloma SSSR-a, pojačala je krizu u Jugoslaviji koja se iz gospodarskih prenijela na međurepubličke i međunacionalne odnose. Izlaz iz nastaloga stanja tražio se s jedne strane u preustroju države na konfederalnoj osnovi, a s druge strane u nametanju unitarističkog i centralističkoga modela države. To je ubrzo dovelo do sloma koji se najjasnije pokazao u nemogućnosti djelovanja SKJ kao dotad objedinjujuće idejno-političke snage.
Potkraj 1980-ih srpski nacionalni pokret pod vodstvom Slobodana Miloševića nastojao je preurediti Jugoslaviju u formalnu federalnu ali centralistički uređenu državu (pokrenuo je tzv. antibirokratsku revoluciju, kojom su rušena republička i pokrajinska vodstva). U takvim se okolnostima SKH odlučio za demokratizaciju sustava, što je potaknulo slobodu tiska i nastajanje neovisnih političkih inicijativa, a 1989. i prvih oporbenih političkih stranaka (Hrvatska socijalno-liberalna stranka – HSLS; Hrvatska demokratska zajednica – HDZ). Potkraj 1989. u vodstvu SKH prevladala je reformistička struja, što je dovelo do odluke o višestranačkim izborima i do potpunog osamostaljenja SKH na 14. izvanrednom kongresu SKJ u siječnju 1990. Na višestranačkim izborima u proljeće 1990. pobijedio je HDZ pod vodstvom Franje Tuđmana (42 % glasova i 60 % zastupničkih mandata). On je predvodio masovni nacionalni pokret usmjeren na hrvatsko državno osamostaljenje i napuštanje komunističkog poretka. U prosincu 1990. prihvaćen je novi demokratski ustav, potom je proveden referendum o državnom položaju Republike Hrvatske (19. svibnja 1991.), prihvaćena Deklaracija o proglašenju suverene i samostalne Republike Hrvatske (25. lipnja 1991) te donesena Odluka o raskidu državnopravnih sveza s ostalim republikama i pokrajinama SFRJ (8. listopada 1991).

## Jezik i pismo
U Socijalističkoj Republici Hrvatskoj u javnoj je upotrebi hrvatski književni jezik – standardni oblik narodnog jezika Hrvata i Srba u Hrvatskoj, koji se naziva hrvatski ili srpski.
Zakonom, statutima društveno-političkih organizacija udruženog rada te drugih samoupravnih organizacija i zajednica osigurava se u javnom životu ostvarivanje ravnopravnosti jezika i pisama naroda i narodnosti na područjima na kojima žive i utvrđuju se način i uvjeti primjenjivanja te ravnopravnosti.

Pripadnici naroda i narodnosti imaju pravo na upotrebu svojeg jezika i pisma u ostvarivanju svojih prava i dužnosti te u postupku pred državnim organima i organizacijama koje obavljaju javna ovlaštenja.
Autentični tekstovi saveznih zakona i drugih saveznih propisa i općih akata donose se i objavljuju u službenom listu Socijalističke Federativne Republike Jugoslavije na hrvatskom književnom jeziku, latinicom.
7. prosinca 1988. godine Ustavni sud Jugoslavije proglasio je ustavni amandman o jeziku iz 1972. odnosno ustavnu odredbu iz 1974. protivnima Ustavu SFRJ jer se, po njegovu mišljenju, postojećom formulacijom isključuje iz javne porabe jezik Srba u Hrvatskoj. Početkom 1989. Sabor SRH pokreće postupak za promjenu "spornoga" ustavnog članka o jeziku. Tomu se prvi javno usprotivio Zavod za jezik Instituta za filologiju i folkloristiku u Zagrebu, a njegov su primjer slijedile brojne hrvatske kulturne i javne institucije. Predloženu promjenu ustavnog amandmana o jeziku Sabor naposljetku nije prihvatio.
Svi učenici bi u desetljećima SRH dobili u osnovnoj školi pouku iz pisanja i čitanja ćirilice, ali u principu nije bilo udžbenika na tom pismu; u pravnom prometu se ćirilica nije upotrebljavala i njeno poznavanje je uglavnom služilo za čitanje sadržaja napisanih u Socijalističkoj Republici Srbiji.
U društvenom i kulturnom životu su Hrvati i Srbi iz Hrvatske govorili u vrijeme SRH jedan te isti jezik, uz određene mjesne specifičnosti koje i danas karakteriziraju govornike iz pojedinog kraja Hrvatske.
Značajni prijepori o statusu hrvatskog jezika u Jugoslaviji na najjači način su izraženi u Deklaraciji o nazivu i položaju hrvatskog književnog jezika iz 1967. godine, kojom su hrvatski jezikoslovci usprotivili aktivnostima radi stvaranju jedinstvenog "srpskohrvatskog jezika".
U Memorandumu Srpske akademije nauka i umetnosti iz 1986. godine, s nezadovoljstvom se konstatiralo da je došlo do navodnog "nametanja službenog jezika koji nosi ime drugog naroda (hrvatskog) oličavajući time nacionalnu neravnopravnost. Taj je jezik ustavnom odredbom učinjen obaveznim i za Srbe u Hrvatskoj, a nacionalistički nastrojeni hrvatski jezikoslovci sistematskom i odlično organizovanom akcijom sve ga više udaljavaju od jezika u ostalim republikama srpskohrvatskog jezičkog područja, što doprinosi slabljenju veza Srba u Hrvatskoj sa ostalim Srbima".

## Stanovništvo
U Hrvatskoj je 1971. g. živjelo oko 4,4 milijuna stanovnika. Oko 72 % su bili Hrvati, a ostatak stanovništva su činili uglavnom Srbi, Slovenci,  Mađari, Talijani Albanci, Muslimani, Makedonci, Slovaci i ostale nacionalne manjine. Zagreb je bio drugi grad po prostornoj veličini i po broju ljudi, iza Beograda. Razvijenost Zagreba nije imao ni Beograd, jer je bio središte prehrambene, farmaceutske, tekstilne... industrije usprkos komunističkoj centralističkoj hegemoniji. Prosječna gustoća naseljenosti je bila oko 77,8 stanovnika na km² (iza Srbije, Slovenije i BiH).
Otvaranje granica krajem šezdesetih i nezaposlenost (uz političke razloge) dovodili su do povećanog iseljavanja. Do 1971., od 860.000 građana SFRJ koji su radili u inozemstvu, 330.000 je dolazilo iz Hrvatske – taj udio (38,4 %) je bio približno dvostruko veći od udjela pučanstva SRH u Jugoslaviji.
Najveći i glavni grad SRH bio je Zagreb (706.000 stanovnika). Ostali veći gradovi bili su Split, Rijeka i Osijek. Split je bio najveći grad na moru u SFRJ; imao je oko 151.900 stanovnika. Slijedila ga je Rijeka s 132.900 stanovnika, te Osijek s 93.900 stanovnika. Ta četiri naselja su jedina imala status grada, te je u SRH živjelo oko 17 % ukupnog stanovništva u naseljima sa statusom grada što je za SFRJ bilo srednje (Makedonija 22 %, BiH 19,5 %...).
Narodnosna struktura u SRH bila je razmjerno stabilna: udio Hrvata kao najzastupljenije etničke skupine smanjio se sa 79,2 posto na popisu stanovništva 1948. godine, na 78,1 posto na popisu stanovništva 1991. godine; dostigavši u međuvremenu vrhunac od 80,3 posto na popisu stanovništva 1961. god.
Zahvaljujući relativnoj lakoći preseljavanja unutar SFR Jugoslavije, oko 12,2 posto stanovništva SRH bilo je rođeno izvan njenog područja – tj. bili su doseljenici u Hrvatsku; meta useljavanja bili su prije svega gospodarski najbogatiji zapadni dijelovi SRH. U relativnom broju, najzastupljeniji su useljenici iz drugih područja SFRJ bili u Slavoniji i Baranji, gdje su činili čak 18 posto stanovništva. Među doseljenima, bilo je 50,8 posto Hrvata i 18,5 posto Srba.
Srbi u Hrvatskoj su bili najznatnija demografska manjina, te su na kraju razdoblja SR Hrvatske sudjelovali u ukupnom stanovništvu s 12,2 %. U ukupnom broju Srba, na kraju razdoblja SRH 1991. godine bilo je njih 18,47 % rođeno izvan SRH; takvo je doseljavanje Srba iz drugih dijelova Jugoslavije omogućilo relativno stabilan udio u ukupnoj populaciji Hrvatske, makar je dosta Srba s korijenima u Hrvatskoj u razodblju SRH migrirao u druge dijelove SFRJ – osobito masovno odmah nakon kraja II. svjetskog rata kada su u velikom broju sudjelovali u kolonizaciji na imanja Folksdojčera u Vojvodini.  Udio Srba u ukupnom stanovništvu je varirao od popisa do popisa, pa ih je na popisu 1971. godine bilo 14,16 %, a na popisu 1981. godine 11,55 %; tijekom tog razdoblja mnogo Srba iz nacionalno homogenih ruralnih naselja doseljava u nacionalno mješovite gradove i često ulazi u brakove s Hrvatima – pa zacijelo ima dosta djece iz takvih brakova koje se na popisima izjašnjavaju kao Hrvati ili Jugoslaveni. Također je u urbane sredine u Hrvatskoj doseljavalo dosta etničkih Hrvata iz Bosne i Hercegovine i drugih dijelova Jugoslavije, što je također donekle utjecalo na udjele etničkih grupa u ukupnom stanovništvu. Inače se u SR Hrvatskoj pomno pazilo da Srbi ne budu podzastupljeni u rukovodnim strukturama i na poželjnijim namještenjima, pri čemu se nije smatralo problemom ako bi Srbi bili prezastupljeni. Srbi su pokazivali sklonost (i, očito, imali prilike) za zapošljavanje u kategoriji "osoblje društvene zaštite"; tako je 1984. godine u miliciji bilo 49,9 % Srba. Srbi su bili ozbiljno nadzastupljeni i u vojnim strukturama, tj. među profesionalnim kadrom Jugoslavenske narodne armije. Na rukovodećim pozicijama se neka nadzastupljenost na razini čitave Hrvatske ne bilježi: bilo je 1981. god. Srba među političkim rukovodiocima 16,4 %, a među rukovodiocima u gospodarstvu 10,3 %.
Međutim su među rukovodiocima svih profila bili iznimno nadzastupljeni pripadnici deklariranih ateista: naime su ta mjesta (također i mjesta u policijskom sustavu, te u nešto manjoj mjeri radna mjesta u znanosti, medijima i druga poželjnija i bolje plaćena radna mjesta) skoro bez iznimke popunjavali pripadnici Saveza komunista, koji je u svoje redove primao isključivo ateiste; inače se ateistima deklarirala približno jedna desetina odraslog stanovništva Hrvatske.
Prema hrvatskom demografu prof. dr. Stjepanu Štercu, Hrvatska jedina od zemalja u svojem okruženju bilježi pad stanovništva u svim popisima stanovništva nakon svjetskih ratova u 20. stoljeću; iz toga da proizlazi da okolnosti za opstanak i demografski napredak naroda nisu bile povoljne.

## Gospodarstvo
Industrijalizacija i urbanizacija Hrvatske je postupno rasla za vrijeme SRH, te je Hrvatska ostala – sa stanovitim zaostajanjem iza Slovenije – razvijenijom od istočnijih dijelova Jugoslavije. Učešće stanovništva koje se bavi poljoprivredom postupno je padalo sa 63 % 1945. god. na 9 % 1991. godine. S obzirom na to da je Hrvatska bila dio jedinstvenog pravnog, monetarnog i vanjskotrgovinskog područja Jugoslavije, njeno gospodarstvo je trpjelo iste krizne faktore, i uživalo slične pogodnosti kao i gospodarstva preostalog dijela Jugoslavije. Dohodak po glavi stanovnika je u Hrvatskoj rastao nešto brže nego u preostalom dijelu Jugoslavije – što se u cijelosti može pripisati stagnaciji stanovništva Hrvatske u vrijeme kada je u drugim republikama stanovništvo ipak raslo.
Tijekom dugotrajnog razdoblja socijalizma, Hrvatska je zabilježila znatno veći rast nego druge socijalističke zemlje u Europi, ali manji nego druge zemlje europske "periferije" na sličnom stupnju gospodarskog razvoja. Socijalistički ustroj omogućio je visoko izdvajanje za investicije, makar su one u cijelosti bile znatno manje efikasne od onih u zemljama s kapitalističkim gospodarstvima poput Portugala ili Turske. S postupnim jačanjem federalizma u Jugoslaviji, udio središnje vlasti je u proračunskim rashodima smanjen s oko 2/3 krajem 1940-ih i početkom 1950-ih na na približno 1/5 1980- ih godina; u tome je osobito rasla snaga lokalnih samouprava; ovakva je preraspodjela omogućaval donekle prikladnije upravljanje investicijama.
Od 1945. do 1952. godine u čitavoj Jugoslaviji (pa onda i u Hrvatskoj) uvedeno je centralizirano plansko gospodarstvo po uzoru na SSSR – slično kao što su nastojale redom i druge socijalističke zemlje. Komunističke vlasti se bez zadrške bacaju na reorganizaciju poljoprivrede – tada daleko najvažnije gospodarske grane i izvora najvećeg dijela nacionalnog proizvoda. Nacionalizirani su odmah 1945. godine svi veleposjedi, a oduzet je i "višak zemlje" seljacima koji su imali više zemlje (preko 20 do 25 hektara, ovisno o području). Dio zemlje je u agrarnoj reformi podijeljen siromašnim seljacima, a oko dvije trećine je dodijeljeno državnim poduzećima. Sveukupno gledajući "agrarna reforma je, kao politička mjera, unazadila za više godina jugoslavensku poljoprivredu (usitnjavanjem posjeda, dezorganizacijom na selu, iseljavanjem stanovništva vičnog obradi, neprilagođenošću kolonista-brđana za rad u ravnici i drukčijom tehnikom obrade zemlje, itd.), umjesto da je unaprijedi; zatim je došla otkupna politika koja je zaoštrila odnose države i seljaka; masovna kolektivizacija je bila vid dokazivanja ideološke pravovjernosti Staljinu, ali s razornim posljedicama na selu, kako po odnose među ljudima, tako i na ekonomski ishod; u procesu industrijalizacije jugoslavenskog društva selo je postalo glavni izvor nove prvobitne akumulacije. Prvih poslijeratnih godina jugoslavensko selo se nalazilo pod strahovitim ideološko-političkim pritiskom Partije. Ekonomska politika proizilazila je iz ideoloških motiva a ne iz realnih ekonomskih procjena. KPJ je poslije rata računala na sitnog i srednjeg seljaka u borbi za socijalistički preobražaj sela, koristeći za promjenu odnosa — do kolektivizacije — opće poljoprivredničko zadrugarstvo. Val masovne kolektivizacije bio je određen postizanjem dnevnopolitičkih ciljeva, a na drugoj strani uvjerenjem da država mora osigurati tržne viškove u rukama seljaka ako želi opskrbiti gradsko stanovništvo, vojsku i industriju prehrambenim proizvodima i sirovinama. Ali je neophodno istaknuti da je bogati seljak (kulak) tretiran kao klasni neprijatelj i prije napada Informbiroa. Slično je i privatna trgovina prije 1948.  ... bila kritizirana zbog „špekulanstva" i „crnoburzijanstva", pa i kriminala, navodeći Partiju da počne razmišljati o definitivnoj likvidaciji privatne trgovine."
Ubrzo potom su su nacionalizirana sva veća poduzeća u drugim sektorima; također su kolektivizirani (u zadruge, koje su bile upravljanje od lokalnih državnih vlasti i lokalnih organizacija Komunističke partije) i obrti. Takve aktivnosti – gdje se otimanjem privatne imovine htjelo uspostaviti državi sektor koji će postati kralježnicom narodne privrede – nisu pridonijele racionalizaciji proizvodnje i trgovine, kako su se nadali vlastodršci zadojeni komunističkom ideologijom, nego su usporile poslijeratni oporavak.
Oporavak gospodarstva dodatno je usporen prekidom trgovinskih veza sa SSSR-om i drugim socijalističkim zemljama nakon Rezolucije informbiroa iz 1948. godine: nove trgovinske veze su se teško uspostavljale, a proizvodi iz socijalističke ekonomije kakva je tada postojala u Hrvatskoj i čitavoj Jugoslaviji su zbog poslovično slabe kvalitete i tehnološke neadekvatnosti teško konkurirali onima iz zemalja s tržišnim gospodarstvom.
Seljaci moraju veliki dio poljoprivrednih proizvoda davati u tzv. "obvezni otkup" državi, po vrlo niskim cijenama. Od 1949. godine se primorava sve veći broj seljaka da svoja dobra udruže u "seljačke radne zadruge", prema uzoru sovjetskih kolhoza; slično se postupa s ribarima, obrtnicima i malim trgovcima. Rezultat takve politike je nemotiviran i neuspješan rad u tim sektorima, što dovodi do ozbiljnih nestašica hrane i drugih dobara. Ti su problemi ublažavani humanitarnom pomoći koju su slale Sjedinjene Američke Države i Velika Britanija, koje su tijekom hladnog rata bile zainteresirane da ne uspije ekonomska blokada koju je istočni blok bio nametnuo Jugoslaviji radi njenog discipliniranja.
Od 1950. godine postupno se odustaje od opće centralizacije gospodarstva, koja se dokazala neuspješnom. U poduzeća se postupno uvodi radničko samoupravljanje, gdje se razboritost u odlučivanju kakvu inače pokazuju vlasnici nastojala dobiti od radničkih savjeta predvođenih ćelijama komunističke partije koje su djelovale u svakom poduzeću (te su članovi tih ćelija nominalno "radničke" partije bili skoro svi rukovodioci, te manji dio radnika i stručnjaka). 1952. godine se ukidaju direkcije koje su postojale na federalnom i republičkom nivou i koje su do tada donosile privredne odluke bez mnogo osvrtanja na pravila ekonomske struke. U isto doba se seljacima dozvoljava da istupe iz seljačkih radnih zadruga, a ukida se i obvezni otkup poljoprivrednih proizvoda (prema od Države unaprijed postavljenim – i to niskim otkupnim cijenama): uobičajena gospodarska aktivnost seljaka popravlja ekonomsko stanje u gospodarstvu u kojem je poljoprivreda glavna gospodarska grana – prestaju nestašice i opća razina gospodarske aktivnosti se vraća na približnu razinu od prije II. svjetskog rata.
Međutim se 1953. godine provodi druga agrarna reforma, u kojoj se agrarni maksimum smanjuje na 10 hektara: taj se put ništa od zemlje ne dodjeljuje siromašnim seljacima, nego se poljoprivredno zemljište oduzima isključivo za korist društvenog sektora, od kojega vladajuća komunistička partija i nadalje očekuje gospodarski uspjeh; takav se uspjeh, međutim, ne realizira – sve ako društveni sektor sada ima u većoj mjeri pristup modernom poljoprivrednoj mehanizaciji i drugim resursima za poboljšanje proizvodnje (koji se resursi seljacima uskraćuju, kako bi se spriječilo razvoj kapitalističkih odnosa na selu).
U razdoblju od 1945. do 1952. godine se bilježi gospodarski rast od 2 %, te ni nakon 7 godina oporavka od rata još uvijek nije bila dostignuta razina gospodarske aktivnosti iz razdoblja prije II. svjetskog rata.
Razdoblje od 1952. do 1965. godine obilježeno je velikim državnim investicijama, gdje se vrijednost koju stvara poljoprivreda (u principu, seljaci) usmjerava u investicije u industriji i rudarstvu. Socijalistička poduzeća su manje centralizirana, ali su kvaliteta proizvoda i stupanj produktivnosti rada na niskoj razini. Nabava moderne poljoprivredne mehanizacije bila je dopuštena jedino državnim poduzećima i zadrugama, što koči razvoj poljoprivredne proizvodnje. Društveni sektor u poljoprivredi se okrupnjava u kombinate - koji su sposobni ulagati u izgradnju prehrambene industrije. Postupno pomirenje s istočnim blokom nakon Staljinove smrti kulminira pomirbenim sastankom Tita i novog sovjetskog vođe Hruščova u Beogradu 1955. godine, što socijalističkoj privredi Hrvatske i Jugoslavije donosi unosne poslove sa zemljama koje zapravo nemaju tržište, nego se međudržavne narudžbe dogovaraju politički. U povoljnijim uvjetima, od 1957. do 1960. godine nastupa znatni rast gospodarstva (čak preko 11 % godišnje); nakon toga opet nastaje zastoj (u praksi svakodnevnog života se lako opažalo traljavo poslovanje većine poduzeća i sve rašireniji nemar i indolentnost u radu – pristup kojega upisuje popularna uzrečica "nitko me ne može tako malo platiti, koliko ja mogu malo raditi"), i razvoj ekonomije očigledno zaostaje za napretkom onog dijela Europe u kojem komunistička ideologija ne sputava normalno gospodarsko poslovanje.
1965. godine provodi se tzv. privredna reforma koja nastoji obnoviti tržišno gospodarstvo, uzimaju se strani krediti i pristupa se licencnoj proizvodnju u kojoj se suvremena tehnologija sa Zapada nastoji iskoristiti radi unosne proizvodnje za potrebe zemalja istočnog bloka; dopušta se i stanovito mikropoduzetništvo u uslužnom i proizvodnom sektoru (ne i u trgovini, niti u financijskim uslugama). Međutim organizacije udruženog rada i nadalje previše gospodarskih odluka donose iz političkih pobuda, a tržišna utakmica je vrlo ograničena (najviše do razine oligopola). Izvoz na tržišta kapitalističkih zemalja je nedovoljan za pokrivanje nužnog uvoza iz zapadnih zemalja i plaćanje obveza po stranim kreditima. Potrebe za stranom valutom donekle se pokrivaju na način da se radnicima dopušta da odlaze na privremeni rad u inozemstvo (do 1960-ih godina je, slično stanju u drugim komunističkim zemljama, bio dozvoljen odlazak u zemlju samo pouzdanim pojedincima za koje se računalo da neće pobjeći iz zemlje) i potom šalju zarade svojim obiteljima; također se ulažu znatnija sredstva u turizam za strane turiste, te počinje brzi razvoj turizma u Hrvatskoj. Uspjeh reforme je samo djelomičan.
Uz znatne poteškoće, sveukupno je u razdoblju od 1950. do 1973. godine ipak ostvaren gospodarski rast veći od 5 posto godišnje, kakav se poslije desetljećima neće ponoviti.
Od približno 1974. godine se provode daljnje reforme u gospodarstvu, te se u povoljnim međunarodnim okolnostima gospodarstvo naočigled razvija. Čak stanovništvo – izuzev politički sumnjivih osoba – može dobiti pasoš i otići u inozemstvo gdje mogu kupiti robe koje na domaćem tržištu nisu dostupne.
Seljaci napokon mogu kupovati traktore i kombajne, te imaju pristup pesticidima i umjetnim gnojivima, što pospješuje poljoprivrednu proizvodnju. Mora se međutim uočiti da – makar broj poljoprivrednih domaćinstava pada s 596 tisuća na 534,3 tisuće (–10,5 %) – zbog "jačanja društvenog sektora" uzastopnim oduzimanjem zemlje seljacima prosječna veličina poljoprivrednog gospodarstva pada s 3,9 hektara 1953. na svega 2,7 hektara 1991. godine. Na selu sve više raste broj posjeda manjih od 2 ha, a opada udio srednjih 2 – 10 ha i "većih" više od 10 ha (poljoprivredna gospodarstva s 10 ha zemlje se jedino u Jugoslaviji smatralo "većim"); na selu sve više prevladavaju mješovita domaćinstva, koja dijelom žive od prihoda iz poljoprivrede, a dijelom od zaposlenja u društvenom sektoru. Poljoprivredni kombinati su financijski jaki i raspolažu suvremenom tehnologijom, ali je stupanj njihove opće gospodarske uspješnosti relativno slab.
Stupanj blagostanja raste 1970-ih godina, te stanovništvo kupuje osobne automobile, televizore, perilice i slične moderne potrepštine, koje proizvodi socijalistička privreda koja se sve više okreće proizvodnji robe široke potrošnje za potrebe stanovništva Jugoslavije i drugih zemalja istoka Europe.
Svjetska naftna kriza i porast kamata na međunarodnim tržištima novca dovode gospodarstvo krajem 1970. ih i čitavih 1980-ih godina opet u stanje stagnacije; očita gospodarska kriza se početkom 1980-ih godina iz ideoloških razloga naziva stabilizacijom. Nestašice nisu dramatične kao 1940-ih i 1950- ih godina, ali zbog velikih poteškoća u međunarodnom financiranju nastaju ozbiljni problemi u nabavci sirovina, opreme i druge robe iz inozemstva; stanovništvo teško može doći do uvoznih proizvoda poput kave i banana, ali i kvalitetnijih domaćih izvoznih proizvoda poput sira ementalera; uvode se i redukcije struje gdje se svaki drugi dan u dijelovima gradova i sela isključuje napajanje električnom energijom; automobili se voze par/nepar, tj. smiju se zbog nemoći države da osigura dovoljno goriva voziti samo svaki drugi dan – ovisno o parnom ili neparnom broju na registarskim pločicama. Razina blagostanja je za narod – koji je do 1960-ih godina bio naviknut na pravu oskudicu – još uvijek relativno zadovoljavajuća. Kvaliteta industrijskih proizvoda i razina usluga nije na razini obližnjih Zapadnih zemalja, ali je ipak nešto bolja nego u drugim socijalističkim zemljama: naime mahom se primjenjuje relativno suvremena tehnologija kupljena na Zapadu tijekom boljih 1970-ih godina.
U ukupnosti je razdoblje 1945. – 1990. god. bilo obilježeno sporijim rastom gospodarstva Hrvatske i čitave federalne Jugoslavije u odnosu na slično razvijene ekonomije u dijelu Europe koji nije imao socijalističke režime: "Uz efikasnost investiranja na razini Grčke, Portugala, Španjolske i Turske, BDP Jugoslavije u razdoblju 1949. – 1980. porastao bi 10,49 a ne 4,61 puta – dakle 2,27 puta više od ostvarenog".
Ideološke kočnice koje su sprječavale primjenu gospodarskih modela kakvi se primjenjuju u uspješnim ekonomijama svijeta (a koji nužno vode uspostavljanju kapitalističkih odnosa, kako su komunistički ideolozi posve ispravno sagledavali) su tijekom 1980-ih godina onemogućavale provođenje nužnih reformi. Međutim valja opaziti da je 1980. godine gospodarstvo u Hrvatskoj doživjelo svoj povijesni zenit, te je razina nacionalnog proizvoda iz te godine – nakon duge ekonomske krize 1980-ih godina, te potom gospodarskih teškoća uzrokovanih domovinskim ratom i onih uobičajenih za tranziciju iz socijalizma u kapitalizam – ponovo dosegnuta tek 2005. godine.

## Komunistička vladavina
Na području Hrvatske, jugokomunistička vladavina je defitinivno uspostavljena odmah po okončanju drugog svjetskog rata 1945. godine, u masovnom revolucionarnom nasilju jugokomunističkih zločina nakon završetka Drugog svjetskog rata, gdje su komunističke vlasti na području Hrvatske osnovale dvadesetak koncentracijskih logora i vršile masovna ubojstva i utamničenja. "Vjerojatno nigdje u Europi nije uvođenje nove države i društva provedeno s više ubilačkog nasilja, nego u Jugoslaviji."
Jugoslavenska varijanta komunističke ideologije – poznata i pod imenom titoizam – nije se odricala diktature proletarijata i totalitarističke volje za ovladavanje baš svim aspektima društvenog života (gdje je ispolitizirano i kontrolirano od Komunističke partije bilo baš sve – od športskih društava do znanstvenih ustanova i od poduzeća do vojnih postrojbi). Za jugoslavenske komuniste, koji predano izučavaju misao Karla Marxa i nastoje je primijeniti u stvarnost društva kojim vladaju,  "'univerzalni', odnosno 'totalni' čovjek moguć je samo totalnim okidanjem otuđenja, tj. korjenitim 'ukidanjem dosadašnjeg načina djelatnosti' i korjenitim 'mijenjanjem ljudi'... Komunističkom se revolucijom...svestrana ovisnost, taj prvi svjetsko-povijesni oblik suradnje individuuma, preobražava u kontrolu i svjesno vladanje tim moćima... Ukidanje otuđenja omogućuje svestrano duhovno bogaćenje i univerzalno razvijanje čovjeka i njegovih sposobnosti... Obrazovanje revolucionarne komunističke svijesti jedna je... od bitnih pretpostavki radikalne, univerzalne, 'temeljne revolucije'. Komunistička revolucija zahtijeva ... ne samo radikalno nego i 'masovno mijenjanje ljudi"' U nametanju svoje ideologije, jugokomunisti su uspješno koristili državni aparat, obrazovni sustav i medije. Međutim su im uspješnost nametanja ideologije umanjivali odgojni procesi unutar obitelji, kao i vjerska pripadnost većine stanovništva – te je vladajući ateistički sloj stoga uporno provodio borbu protiv religije, različitim metodama i različitim intenzitetom.
Iole važnije bavljenje javnim poslovima i bilo kakvo rukovođenje bilo je dostupno jedino članovima Komunističke partije (kasnije: "Savez komunista", "SK"). Ulazak u tu organizaciju bio je uvjetovan javnim "ispovijedanjem" ateizma i podvrgavanjem tzv. demokratskom centralizmu – te je član partije mogao (do stanovite mjere) slobodno raspravljati unutar svoje osnovne organizacije komunističke partije, da bi poslije izvan tog zatvorenog kruga bio obvezan dosljedno braniti partijske odluke kao posve ispravne. Sloboda raspravljanja se nije odnosila na direktive odozgo, gdje bi općinski, republički ili savezni komiteti donosili odluke koje su morali provoditi svi članovi partije. Partija je bila sveprisutna, a partijci su dosljedno birani na sve rukovodne funkcije u svim vrstama organizacija, te provodili partijsku liniju u svim segmentima. Osnovne organizacije SK bile su osnivane na teritorijalnom principu, ali i na radnom mjestu: tako su suci ili policajci na svojim radnim mjestima bili partijski organizirani i imali su partijsku obvezu postupati prema uputama partije. Te direktive nisu smjele biti protuzakonite – tj. morale su biti sukladne onakvim zakonima koja je partija kao elita radničke klase donosila u svrhu realizacije diktature proletarijata: primjerice je bilo zakonito i smatralo se posve prihvatljivim, kada bi partija u stanovitoj općini odlučila da neće dopustiti da poduzeća iz drugih općina otvaraju dućane ili druga poslovna predstavništva "na našem terenu" (tako se u pravilu i činilo: ekonomska konkurencija je u desetljećima SRH bila "strogo dozirana"); ili ako bi odlučili da neće dati građevinsku dozvolu za izgradnju nove crkve (takve su se dozvole u praksi izdavale tek iznimno rijetko).
U doktrini samoupravljanja, inzistiralo se na jednoj vrsti demokracije, gdje su radni kolektivi i mjesne zajednice javnim glasovanjem odlučivali o važnim pitanjima. Stavljanje bilo kojeg pitanja na dnevni red samoupravnih tijela je, međutim, skoro bez iznimke bilo dogovoreno od strane partijske organizacije, čiji su članovi vodili glavnu riječ u raspravama i bez većih problema vodili raspravu prema onim zaključcima koji su bili unaprijed dogovoreni u osnovnoj organizaciji ili direktivama koje su došle iz nadređenih partijskih komiteta. Odnosi političke moći su pripadnicima radnog naroda bili dobro poznati (odstupanje od linije je bilo socijalno vrlo rizično), te se raspravljanje na zborovima uglavnom prepuštalo članovima (partije) i razbarušenim pripadnicima radničke klase koji su smjeli iznositi dobronamjerne sugestije bez očekivanja da ih se osobito ozbiljno shvati (te su, doista, javljanja za riječ od strane nepartijaca često bila prožeta stanovitom vrstom dobroćudnog narodnog humora).
Stanoviti (skromni) procvat demokratičnosti bilježi se za vrijeme Hrvatskog proljeća 1970. – 1971. godine, koje je međutim vrlo brzo ugušeno uz znatnu količinu državne represije. Kasnije tijekom 1970.- ih godina je društvena represija, ipak, ublažena. Međutim je sve do kraja razdoblja komunističke Jugoslavije iskazivanje bilo kakvog ne-komunističkog svjetonazora bilo rizično, te se djelovanje s neprijateljskih pozicija nerijetko javno označavalo kao djelovanje neprijatelja koji diže glavu; u takvim su slučajevima organi reda redovito istraživali veze s neprijateljskom emigracijom. Bilo kakav kritički govor o režimu bilo je vrlo riskantno, te se progonilo kao verbalni delikt, zbog kojega su zatvorskim kaznama osuđivani kako ozbiljni i promišljeni nastupi primjerice književnika i znanstvenika, tako i pijana blebetanja pripadnika puka za šankom.UDBA je veliki dio svojih resursa posvećivala nadzoru takvih društveno nepoželjnih pojava, a brojni Komiteti za općenarodnu obranu i društvenu samozaštitu, osnivani u državnim tijelima i poduzećima su u svojem strogo povjerljivom djelovanju izlagali nepoćudne pojedince raznim vrstama socijalnih neugodnosti. U vrijeme SRH nije uopće bilo nekog razdoblja u kojem se ne bi zabranjivalo izražavanje mišljenja neistomišljenicima režima i u kojima u zatvorima ne bi bilo pojedinaca koji su bili kažnjeni stoga što su nekako ipak uspjeli izraziti svoje mišljenje koje bi bilo u nesuglasju sa stajalištima režima. Tako će zbog povjesničarskog rada koji nije bio sukladan službenoj istini o suvremenoj povijesti, čak dva puta na višegodišnje zatvorske kazne biti osuđen i dr. Franjo Tuđman, budući predsjednik Republike Hrvatske. Bruno Bušić, Tuđmanov suradnik u Insitutu za historiju radničkog pokreta će naposljetku zbog takvog pisanja biti i ubijen od strane Udbe. Brojne politički progonjene osobe iz tog doba danas okuplja Hrvatsko društvo političkih zatvorenika.

## Upravna podjela
Poslije II. svjetskog rata u Hrvatskoj je Općim zakonom o narodnim odborima (nositeljima vlasti) od 21. svibnja 1946. uspostavljen novi upravno-prostorni ustroj. Mjesni narodni odbori kao političko-teritorijalne jedinice bili su različiti po veličini i djelovali su sve do kraja 1951., kada su ukinuti. Narodni odbori osnivali su se na svim razinama jedinica lokalne samouprave: mjesta (sela, manji gradovi), gradskih rajona, gradova, kotareva, okruga i oblasti.
Godine 1952. donesen je Zakon o podjeli NR Hrvatske na kotare, gradove i općine. Tim je zakonom u Hrvatskoj ustanovljeno 89 kotara i 737 općina. Općina je bila osnovna upravno-prostorna cjelina, a kotar je obuhvaćao skupinu općina spojenih najčešće u nodalno-funkcionalni areal.
Kotari kao oblik upravno-prostornoga ustroja održali su se do 1967., kada su ukinuti. U navedenomu razdoblju broj kotara se razlikovao, tako ih je 1955. bilo 27, a 1962. – 9.
Općine kao temeljne upravno-prostorne jedinice održale su se sve do današnjih dana, s različitim stupnjem organizacije i značenja u političkom odlučivanju. Njihov broj također je bio različit, od 737, koliko ih je bilo 1952., do 102 u 1991. (usporedbe radi, u RH je 2009. godine bilo 556 općina i gradova). Godine 1974., bile su po teritorijalnom načelu oblikovane i zajednice općina, koje su funkcionirale doista sukladno imenu – kao zajednice općina; općine su u to vrijeme bile doista glavni oblik organizacije državne vlasti, s vrlo visokom samoupravom u svim vrstama poslova – čak su bez kontrole "odozgo" (izuzev one partijske) imenovale suce nižih sudova i sekretare općinskih sekretarijata za unutarnje poslove (današnji načelnici policijskih uprava), te osnivale poduzeća (radne organizacije) prema vlastitoj prosudbi.
Zajednice općina (ZO) su vodile brigu o financiranju regionalnih ustanova poput velikih bolničkih centara, a imenovale su i suce drugostupanjskih sudova.
Republički Sabor je imenovao suce najviših sudova (uvijek iz redova članova partije; takvo članstvo je bilo nepisano ali doista ekstremno rijetko kršeno pravilo kod angažiranja na bilo kakvim iole uglednijim društvenim dužnostima); na republičkom nivou su funkcionirali samo manji policijski kapaciteti, ali je civilna obavještajna služba (zapravo: politička policija) bila organizirana na republičkom nivou. Na tom se nivou vodila briga o djelovanju energetskog, željezničkog, poštanskog i telekomunikacijskog sustava, odgojno-obrazovnog i znanstvenog sustava,  televizije, vanjske trgovine.

## Vanjske poveznice
- Ustav Socijalističke Republike Hrvatske iz 1974. god., pristupljeno 13. prosinca 2014.
- U drugoj ili socijalističkoj Jugoslaviji (1945.-1990.)  Arhivirana inačica izvorne stranice od 4. rujna 2019. (Wayback Machine) u Dragutin Pavličević, Kratka politička i kulturna povijest Hrvatske, Hrvatski informativni centar, Zagreb, 1998.
- Jugoslavija i II. svjetski rat  Arhivirana inačica izvorne stranice od 29. prosinca 2020. (Wayback Machine) u Hrvatska: zemlja i ljudi